# Avelino de Almeida
Avelino de Almeida Pereira OSE (1873 - 2 de Agosto de 1932) foi um jornalista português.

## Biografia
Começou a sua carreira jornalística aos 18 anos. Trabalhou principalmente no jornal O Século, onde trabalhou durante mais de vinte anos em várias vertentes do jornalismo, como colunista, crítico teatral e comentador político. Também esteve nos periódicos A Capital e A Lucta, e escreveu crónicas para o Janeiro. Também escreveu sobre teatro no jornal A Mocidade de Lisboa. Fez algumas produções teatrais e traduziu muitas peças estrangeiras. Fundou o jornal Cinéfilo, que dirigiu até ao seu falecimento.
Foi iniciado na Maçonaria a 29 de Outubro de 1910 na loja Irradiação, do Grande Oriente Lusitano Unido.
Em 13 de Outubro de 1917 esteve na Cova da Iria como correspondente do Século, em conjunto com o fotógrafo Judah Bento Ruah, tendo presenciado o famoso Milagre do Sol.
Faleceu em 2 de Agosto de 1932, aos 59 anos de idade. O cortejo fúnebre iniciou-se na sua antiga morada, na Rua da Quintinha, em Lisboa, e terminou no Cemitério de Sintra, tendo sido acompanhado por representantes de vários jornais portugueses, e de várias instituições sociais e culturais. Aquando do seu falecimento, foi considerado pelo Diário de Lisboa como um dos principais jornalistas portugueses, nas primeiras décadas do Século XX.

## Homenagens
Em 28 de Junho de 1919, foi homenageado com o grau de Oficial na Ordem de Santiago da Espada.